# Dobry człowiek
Dobry człowiek (tytuł oryginalny: Njeriu i mirë) – albański film fabularny z roku 1983 w reżyserii Kristaqa Mitro i Ibrahima Muçaja, na motywach opowiadania Dritero Agolliego pod tym samym tytułem.

## Opis fabuły
Telo i Vera są w sobie zakochani i planują się pobrać. Na przeszkodzie stoi Kiço, brat Very, który snuje intrygi, aby pozbyć się narzeczonego swojej siostry. Kiço jest egoistą, ale i karierowiczem, który jest przekonany, że nie może dopuścić do małżeństwa swojej siostry ze zwykłym robotnikiem, który na dodatek zamierza wyjechać po ślubie wraz z żoną do jednej z zacofanych wsi na północy kraju.
Film realizowano w Tiranie.

## Obsada
- Bujar Asqeriu jako Telo
- Eva Alikaj jako Vera
- Vangjush Furxhi jako Kiço
- Thimi Filipi jako specjalista
- Kolë Kaftalli jako Agron
- Ndriçim Xhepa jako Aleko
- Irakli Lefteri jako Fatos
- Ervehe Veizi jako Bali

## Nagrody i wyróżnienia
W 1983 film zdobył główną nagrodę na V Festiwalu Albańskich Filmów Fabularnych w Tiranie.